# Preemptable
Preemptable kernel, metodología que modifica el núcleo en profundidad de forma que los procesos de núcleo se ejecuten con máxima prioridad de forma que puedan interrumpir a procesos de menor prioridad en el acceso a los recursos que necesiten.
Esta metodología implica cambios en los manejadores de interrupciones para que las interrupciones de alta prioridad no sean bloqueadas por el manejador de interrupciones mientras está manejando otra de menor prioridad.
A partir de la versión 2.5.4 del núcleo Linux se incorpora esta metodología.
- Datos: Q6084237